# Minidisc

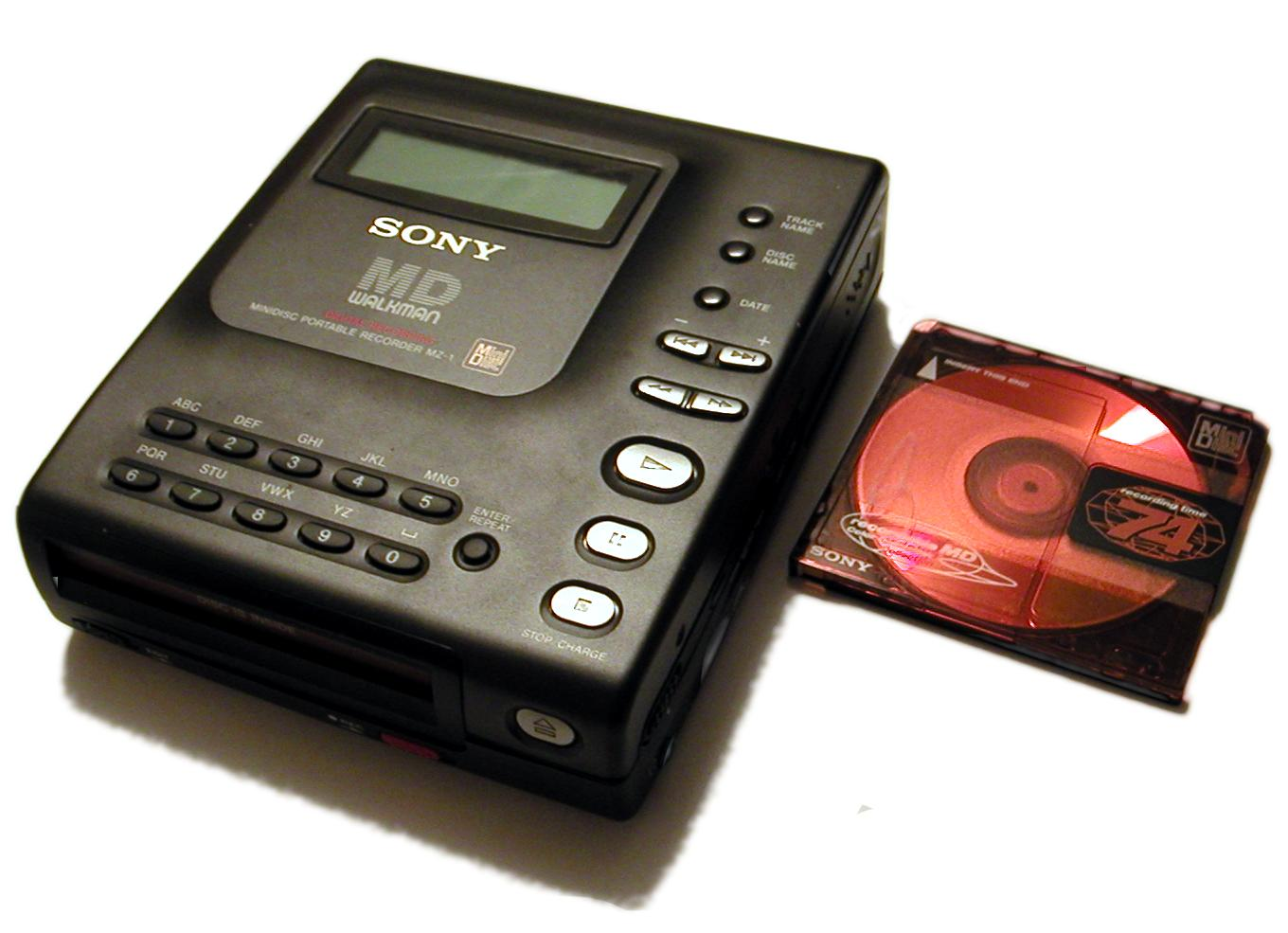
Sony MiniDisc MZ1 (1992), el primer aparato reproductor del minidisc SONY.

El MiniDisc, minidisc o MD es un disco magneto-óptico desarrollado desde 1992 hasta 2014 por la multinacional de origen japonés Sony (y otros fabricantes), de menor tamaño que el CD convencional y también menor capacidad de almacenamiento (unos 700 MB por CD frente a unos 150 MB por Minidisc, aunque este último llegó a poder albergar 1 GB por disco Hi-MD, cuando asimismo la evolución paralela del CD le llevó a una capacidad de unos 4,7 GB por disco DVD; es decir, que siempre se ha mantenido una proporción cercana al 5:1 en capacidad a favor del CD/DVD) y calidad (debido a la compresión ATRAC, conceptualmente parecida a la MP3). La compañía japonesa anunció que detendría la distribución del dispositivo a partir de marzo de 2014, debido a su baja demanda. 
El formato Minidisc nació fundamentalmente para sustituir a los viejos casetes de música y ofrecer un medio de grabación digital editable.
Es un disco magneto-óptico de pequeñas dimensiones (7 cm × 6,75 cm × 0,5 cm) y regrabable, de almacenamiento magneto-óptico diseñado inicialmente para contener hasta 80 minutos de audio digitalizado. El soporte es anterior al similar disco óptico encapsulado UMD, conocido sobre todo por su uso en la videoconsola PlayStation Portable. 
La tecnología del Minidisc fue anunciada por Sony en 1992 y se introdujo en esa fecha en el mercado de todo el mundo. El formato que se usa para la música está basado en la compresión ATRAC/ATRAC3, utiliza DRM, diferentes bitrates, y un muestreo directo a partir de una señal digital o analógica. En Japón se convirtieron en sustitutos de las cintas de casete, pero no fue así en el resto del mundo. Llegaron a ser populares en el Reino Unido durante tres años (1999-2001), cuando se comercializaron álbumes de música (conocidos también como "pre-recorded" minidiscs).
La principal ventaja que ofrece es su fiabilidad como dispositivo portátil de almacenamiento de sonido.
Los discos MiniDisc son más pequeños que los CD, tienen un diámetro de 64 mm, pero su velocidad de transferencia de datos es menor: 292 Kbit/s, frente a los 1,4 Mbit/s que requiere el CD (aquí también aparece una proporción aproximada de 5:1 a favor del CD). Entrega una resolución de 16 bits, utilizando para ello la frecuencia de muestreo estándar 44,1 kHz.
En 2025, Sony anuncia el fin de su fabricación, así como también el formato Bluray.

## Historia

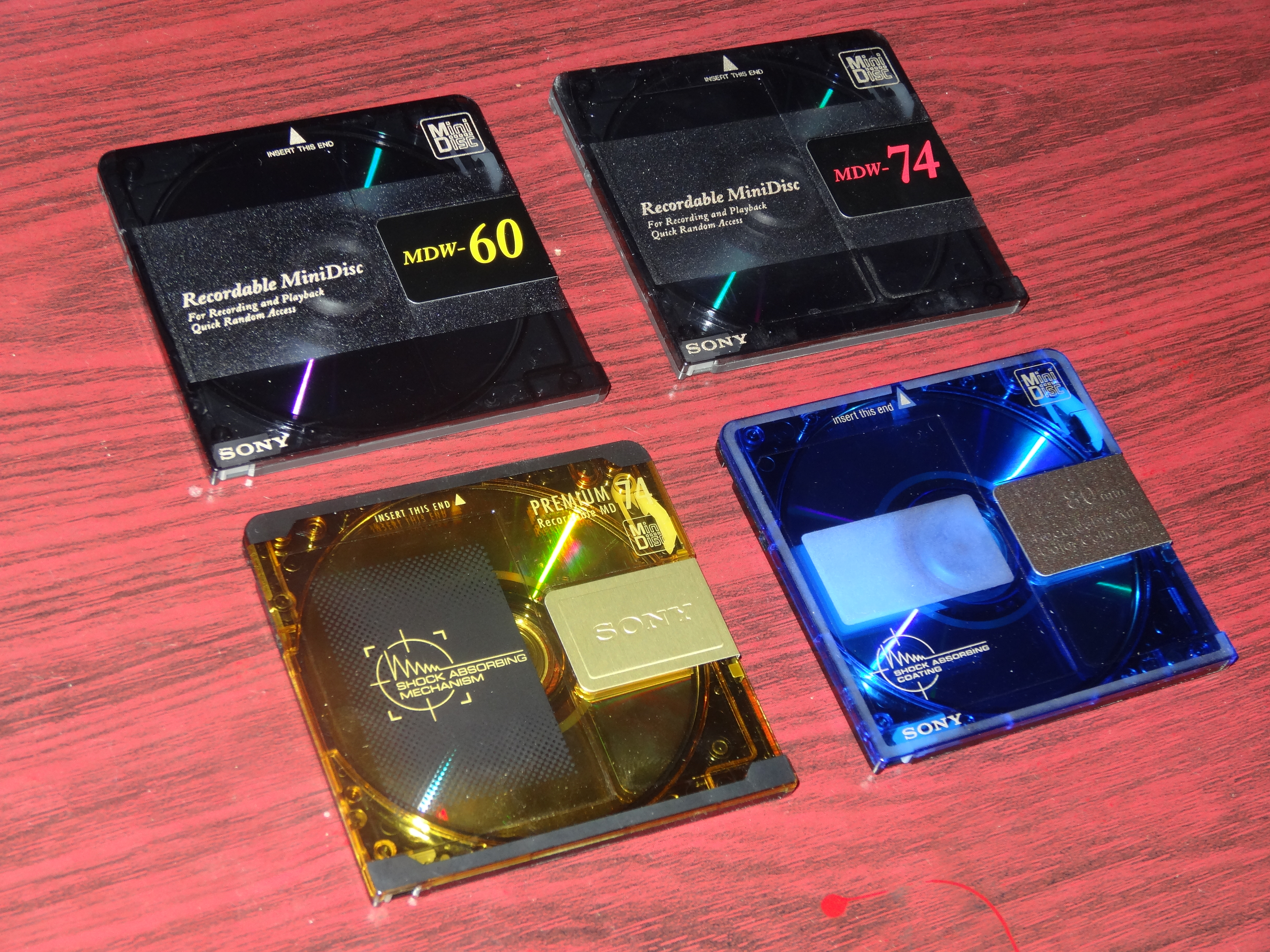
Varios minidisc regrabables con distintas duraciones (60 ~ 80 minutos), las cuales han sido actualizadas a través del tiempo.

El MiniDisc, junto con el DCC de Matsushita y Philips, fue diseñado para reemplazar a las viejas cintas de casete como sistema de grabación, pero no tuvo todo el éxito que se esperaba. No se afianzó en el mercado estadounidense ni tampoco en el europeo, tan solo llegó a ser realmente popular en Japón, donde llegó a copar más de 50% del mercado de reproductores portátiles de música, aunque desde 2002 aproximadamente fue reemplazado paulatinamente por los reproductores basados en memoria flash, o los basados en disco duro (como iPod), principalmente con el formato mp3 como principal reclamo. 
Su discreto éxito inicial, se achacó al reducido número de álbumes disponibles a la venta, debido a que muy pocos editores y compañías discográficas acogieron este nuevo formato de grabación (los discos editados en MD desaparecieron del mercado a finales de 2001). También tuvo mucho que ver el elevado costo de los equipos para reproducir/grabar, y la popularidad creciente del formato mp3.
En cambio, el minidisc fue ampliamente utilizado por músicos y entusiastas de la grabación en vivo, debido a la alta calidad del formato. También fue muy usado por los estudios y emisoras de radio, hasta el año 2010 aproximadamente, cuando fueron sustituidos progresivamente por discos duros como medio de grabación de noticias y almacenamiento de emisiones.
Su principal responsable, Sony, quizás cometió de nuevo el error de la década de 1970 con el sistema de vídeo Betamax, y tardó mucho tiempo en licenciar la tecnología del MD a otros fabricantes como JVC, Sharp, Pioneer, Yamaha y Panasonic, para que produjeran cada uno sus propios sistemas de minidisc.

## Grabación magneto-óptica
El minidisc utiliza un sistema de grabación digital de sonido. La grabación magneto-óptica es un sistema combinado que graba de forma magnética, pero reproduce de forma óptica.
Los datos se graban en el disco mediante lo que se conoce como recubrimiento de cambio de fase. 
La superficie del disco, mientras se encuentra bajo la influencia de un campo magnético, es calentada por el láser que se utiliza durante la lectura del disco (con mayor potencia en el caso de una grabación). De tal forma, el calor generado hace que la superficie del disco alcance una temperatura crítica conocida como el punto de Curie (cerca de 180 °C). Cuando la aleación metálica que conforma el disco alcanza esta temperatura, modifica su propia estructura (estado de cristalización). Aprovechando este cambio en el estado de cristalización, el flujo magnético alinea los cristales en direcciones opuestas. 
Al enfriar el disco rápidamente, el magnetismo inducido, permanece. Esto se debe a que al enfriar rápidamente, se reflecta menos luz, y el material ya no recristaliza adecuadamente, por lo que no vuelve a su estado original. 
Así, la información binaria se almacena permanentemente. Los fabricantes aseguran que es posible almacenar los datos durante 30 años sin distorsiones o pérdidas.
Como en un disco compacto, el minidisc almacena la música en pistas.

## Reproducción digital y anti-skip
Para reproducir los datos, el láser simplemente disminuye la potencia y los lee de forma óptica, como en una unidad CD convencional.
Durante la reproducción del sonido, el minidisc utiliza un buffer que le permite leer con antelación los datos almacenados. Un buffer es una memoria de almacenamiento temporal para la información digital, que permite leerla mientras está esperado para ser procesada. Este buffer permite eliminar los “saltos” que se presentan cuando los equipos se someten a vibraciones fuertes. el reproductor ya tiene almacenado en la memoria lo que debe sonar, lo reproduce y le da tiempo al lector de recuperarse. Los últimos equipos incorporaron un buffer de al menos 40 segundos, lo que hace muy difícil que se presente una interrupción en el sonido, circunstancia muy apreciada entre los deportistas aficionados a escuchar música.

## Diferencias con los CD y los casetes

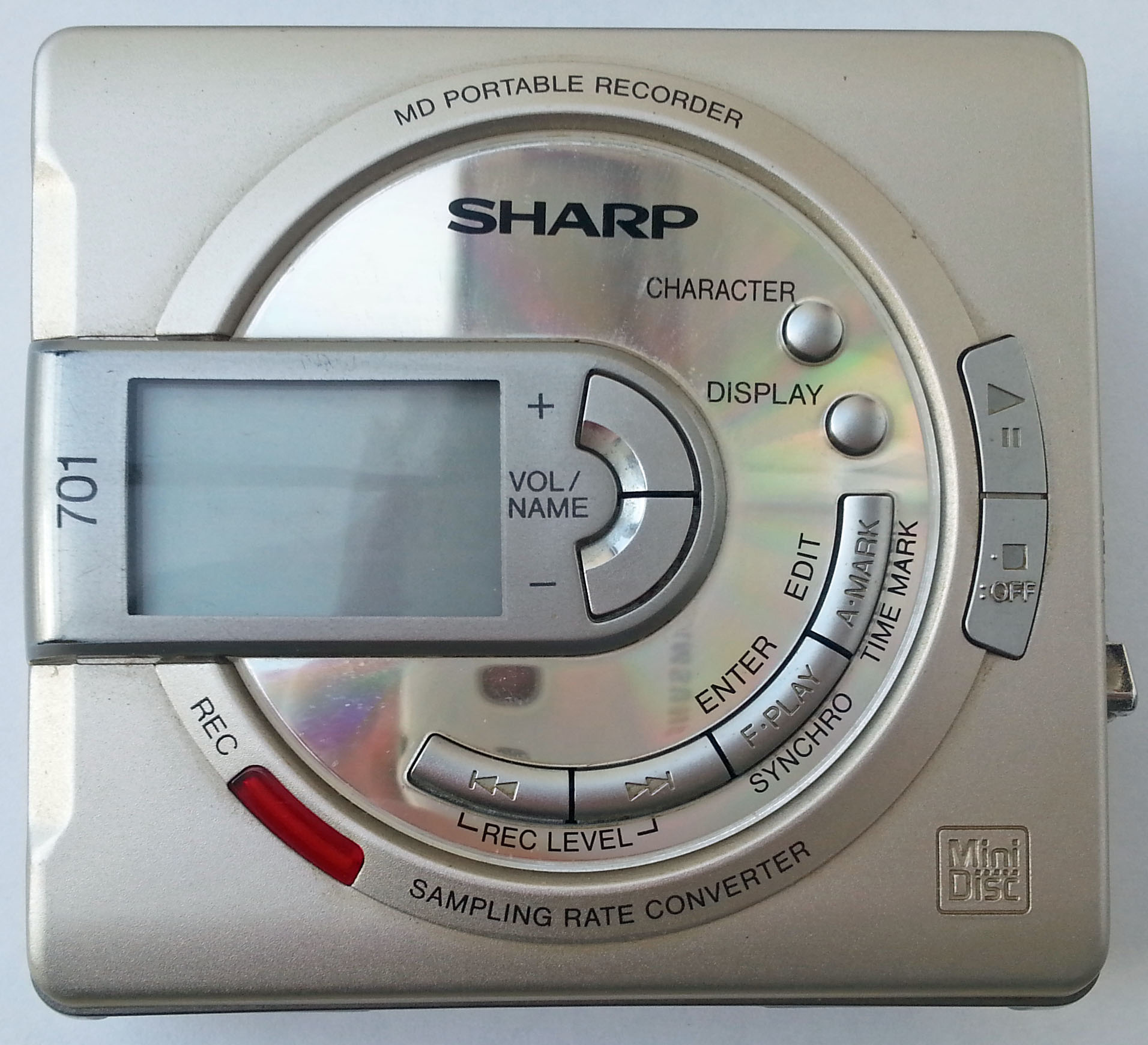
Sharp MD-MS701H

Los MD almacenan los datos en un material magneto-óptico. A diferencia de las viejas cintas de casete, el disco es un medio de acceso aleatorio, cuyo tiempo de acceso es mucho menor que el de las anteriores. Esto permite que puedan ser editados rápidamente en unidades portátiles. Las pistas de sonido pueden ser cortadas, combinadas, reordenadas, o borradas fácilmente (no se borran instantáneamente, solo son marcadas como tales). Se puede grabar y borrar miles de veces, de acuerdo a los fabricantes. En el comienzo del disco, hay una tabla de contenidos (TOC), que almacena la posición inicial de las pistas que contiene, además de otra información como el título y el artista de las mismas. La edición del nombre del artista o canción se deberá hacer a mano (para los reproductores portátiles) o con la ayuda de un teclado externo (para los grabadores profesionales). El número de caracteres que pueden ser utilizados para el texto está limitado a 1785 letras a repartir entre todas las pistas.
A diferencia de las cintas, una pista puede ser fragmentada a lo largo del disco, de hecho, los primeros MiniDiscs permitían un fragmento mínimo de 4 segundos de audio. Los trozos más pequeños que ese tamaño, se guardaban en un bloque igualmente, lo que reducía la capacidad real del dispositivo. Los grabadores aprovechan los bloques marcados como borrados para almacenar las nuevas pistas de audio, pero no se proporcionan medios para defragmentar los discos a nivel de usuario, ya que la operación requeriría dos MD (o suficiente memoria RAM para almacenar el contenido completo del disco), además de un procesador capaz de poner en orden los fragmentos para que cada pista ocupe tan solo uno en disco. La fragmentación de disco es la principal razón por la cual el reproductor tiene memoria de buffer, ya que, mientras el reproductor busca el otro trozo de la canción, tiene que reproducir algo para no producir una parada en la reproducción. El único problema que provoca la fragmentación es el exceso de búsqueda, reduciendo así la duración de la batería o pila.
Otra ventaja que tiene el MD frente a otro tipo de reproductores de audio (MP3, HDD, etc.), es que el audio se almacena en “tiras” consecutivas de bits, y la TOC es quien guarda los punteros a las pistas, permitiendo reproducirlas sin pausa entre ellas.
Al final de una grabación, cuando se pulsa el botón “STOP”, el dispositivo continuará grabando durante unos segundos los datos que tiene en los buffers. Una vez hecho esto, pasará a grabar la TOC. Es recomendable no retirar la alimentación del aparato ni agitarlo durante esta operación. Se recomienda mantener la alimentación conectada al aparato durante toda la grabación, ya que reduce notablemente la duración de las baterías.
Todos los dispositivos están provistos de una protección anticopia conocida como Serial Copy Management System, que permite copiar un disco o canción desprotegidos tantas veces como se quiera, pero las copias no pueden volver a ser copiadas, excepto si son pasadas a formato analógico.
También existen diferencias relacionadas con la experiencia musical que se basan en la ecualización de los canales que ocupan las frecuencias de graves y agudos con mayor exactitud que en la mayoría de dispositivos que se ofrecen al público. MD también incorpora algunas funciones que permiten variar la velocidad de reproducción para optimizar el tempo o compás en las grabaciones.

## Compresión ATRAC

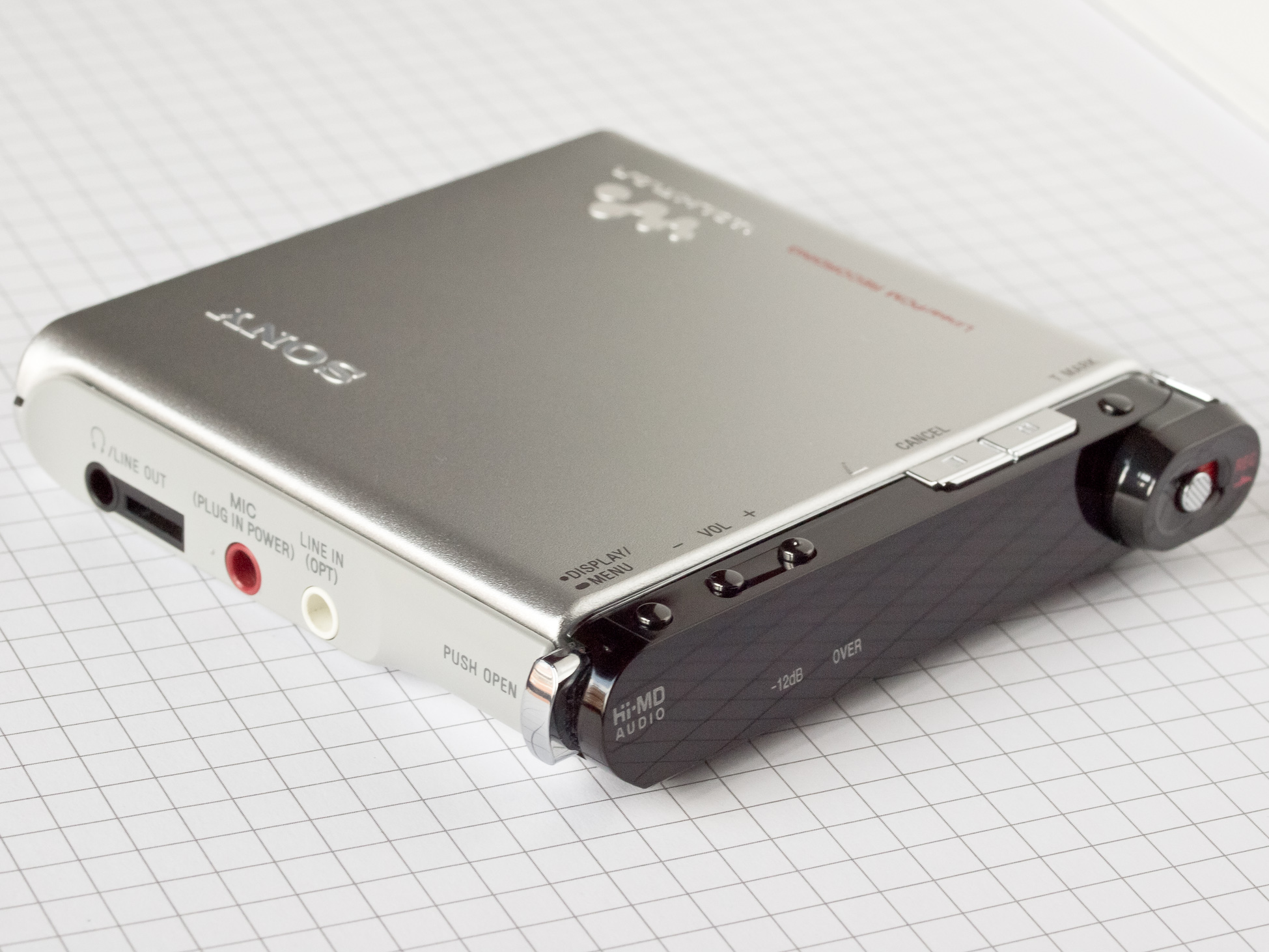
Reproductor de minidisc Sony MZ-RH1, compatible Hi-MD

El minidisc, como código canal (códec de audio), utiliza el sistema de compresión ATRAC (Adaptive Transform Acoustic Coding). Se trata de un algoritmo de codificación que ofrece una razón de compresión de 1:4,83. Es decir, logra reducir la carga de datos a 1/5 de lo que necesitaría la señal original o de lo que requeriría un CD. 
El ATRAC utiliza una codificación perceptual que es un sistema de codificación con pérdidas. La codificación perceptual se basa en las capacidades oído humano. Cuando recibimos una gran cantidad de estímulos sonoros, nuestro oído solo nos permite escuchar aquellos de mayor intensidad, el resto quedan enmascarados y no se oyen. Por el mismo motivo, el ATRAC elimina las frecuencias que el oído humano no es capaz de reconocer, quedándose solo con las audiofrecuencias (20 a 20 000 Hz).
Cada una de estas tres señales es analizada y filtrada independientemente, utilizando la trasformada directa de coseno modificada MDTC, lo que da lugar a subgrupos de entre 20 y 16 subbandas por cada una de las 3 bandas de frecuencia.
Al principio, debido a la alta tasa de compresión del ATRAC, éste no se utilizaba para operar con audio a nivel profesional. Con el tiempo, los codificadores ATRAC han mejorado considerablemente desde la primera generación, y desde el año 2005, se dispone de versiones ATRAC que generan señales de audio que se escuchan prácticamente idénticas a la fuente original.

## Aplicaciones del MD

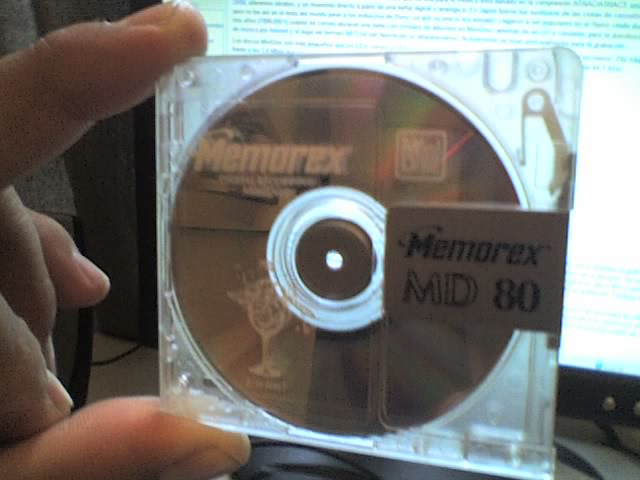
MD 80 Memorex

Como la compresión de datos en el minidisc es considerable, no se utiliza como máster para audio profesional, aunque sí es empleado por los periodistas, pues ofrecen mayores prestaciones que las grabadoras convencionales. Permite hacer grabaciones caseras de alta fidelidad, proporcionando al usuario opciones avanzadas de edición.
En esencia, el MiniDisc funciona como un disquete, de modo que al borrar o mover las pistas, el espacio disponible para grabación permanece constante, algo imposible de lograr con medios de acceso secuencial como los viejos casetes. Un MiniDisc se puede regrabar hasta un millón de veces sin deterioro.
La franja de mercado del minidisc está actualmente (2016) en el consumo doméstico selectivo y en aplicaciones puntuales en las emisoras de radio.

### MDLP
En 2000, Sony lanzó una nueva generación de minidisc equipados con una tecnología llamada MDLP (Minidisc Long Play). Ésta permite almacenar en un disco común de 74 minutos hasta 300 minutos de música, gracias a un nuevo método de compresión conocido como ATRAC3, que tiene tres modos de grabación:
1. SP, máxima calidad, 292 kbit/s, el estándar con 74 minutos de grabación, estéreo.
2. LP2, calidad alta, en el que se pueden almacenar 150 minutos, 132 kbit/s, estéreo.
3. LP4, calidad media, donde se alcanzan 300 minutos, 66 kbit/s, estéreo.

### NetMD
En 2002 apareció el NetMD, formato que permite descargar música desde el computador al minidisc a velocidades de hasta 64X, conectado por medio de un cable USB. Todos los reproductores NetMD soportan también el formato MDLP. Solo se puede usar con software patentado bajo Windows (SonicStage), aunque también existe una versión de libre distribución (tipo Unix) llamada libnetmd.
Posteriormente, distintas soluciones de libre distribución y compatibles con otros sistemas operativos aparecieron, permitiendo incluso el paso de grabaciones hechas en un dispositivo NetMD (no descargadas a él previamente) a un ordenador en formato digital. Cabe mencionar los proyectos Web Minidisc Pro  y Platinum MD. 

### Hi-MD

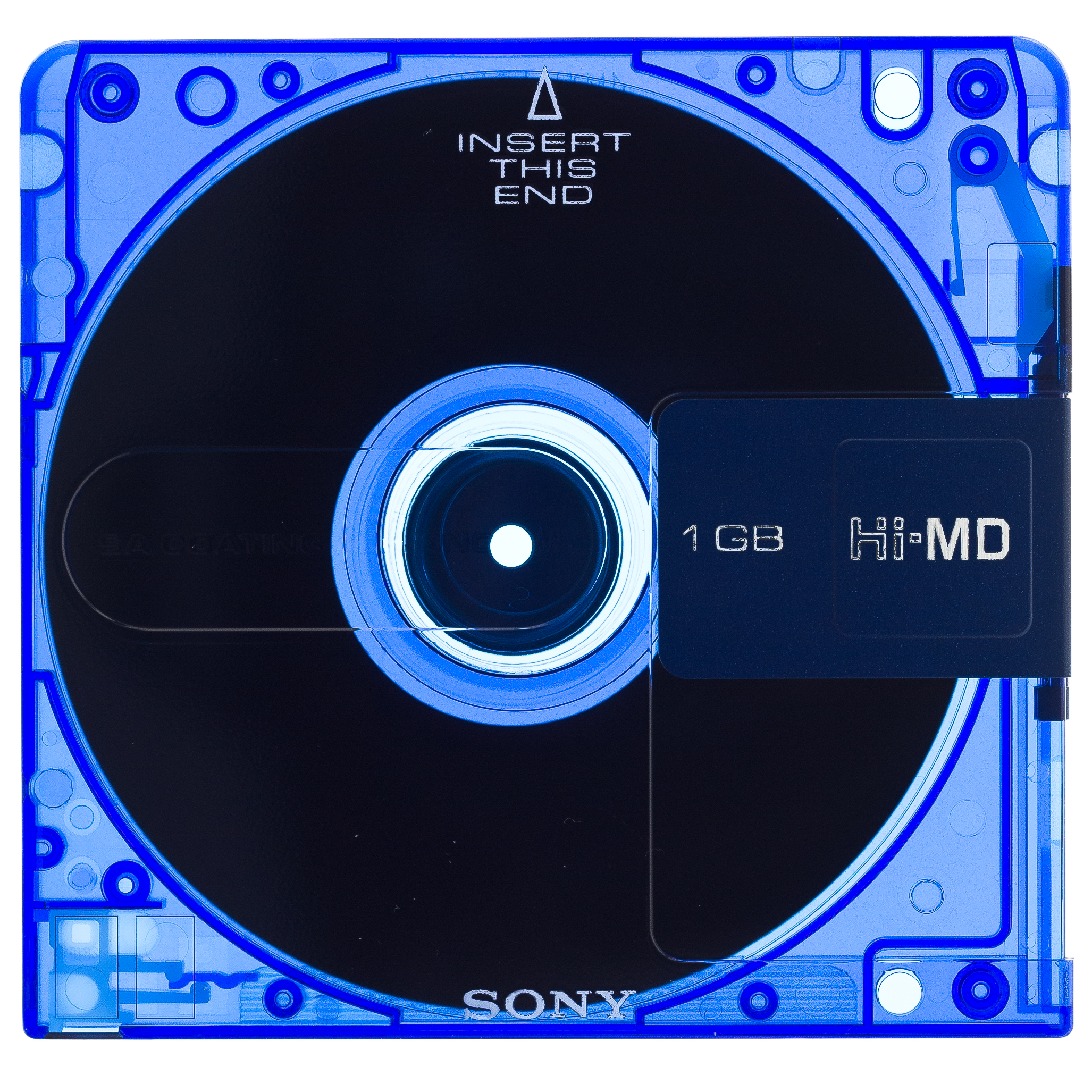
Hi-MD minidisc fabricado por Sony

Este nuevo formato se introdujo en 2004. Los reproductores y grabadores de Hi-MD usan un nuevo códec llamado ATRAC3plus, y tienen la capacidad de almacenar cualquier tipo de fichero en sus discos, ya sean datos o música. Funcionan con tres tipos de discos:
1. Discos convencionales (standard MD): los dispositivos Hi-MD tienen las mismas funcionalidades que NetMD y MDLP cuando trabajan con estos discos, no se diferencian de los dispositivos MD originales.
2. Discos convencionales (standard MD) formateados a Hi-MD por un reproductor Hi-MD: tienen una capacidad de datos brutos (RAW) de 305 MB, a diferencia de los 160 MB que permitían los convencionales.
3. Discos Hi-MD: solo funcionan en reproductores Hi-MD y permiten almacenar hasta 1 GB de datos brutos. Aunque tienen la misma forma y dimensiones que los convencionales, no se pueden utilizar en los dispositivos MD originales.

Los dos últimos tipos de discos tienen las siguientes características:
- El nuevo códec ATRAC3plus, cuyos bitrates pueden ser 352, 256, 64 o 48 kbit/s, además de un modo de grabación lineal PCM.
- Conectados a un PC, pueden almacenar cualquier tipo de fichero, similar a una memoria USB.
- NetMD no puede leer discos que usen Hi-MD (ni siquiera formateados).

En 2005, Sony anunció un modelo nuevo con capacidad de tomar fotos digitales con una cámara integrada, además de todas las ventajas del Hi-MD.
Un disco Hi-MD de 1 GB puede almacenar 1 hora y 34 minutos de música en formato audio PCM, 8 horas en ATRAC3plus (256 kbit/s) y 34 horas (64 kbit/s) ATRAC3plus.

## Modos de grabación
Los modos marcados en verde se pueden realizar desde el reproductor de MD, y los indicados en rojo desde un PC:
| Nombre | Bitrate (kbit/s) | Códec      | Capacidad/disponibilidad (min) | Capacidad/disponibilidad (min) | Capacidad/disponibilidad (min) | Capacidad/disponibilidad (min)          | Capacidad/disponibilidad (min) |
| Nombre | Bitrate (kbit/s) | Códec      | Reproductor estándar           | Reproductor MDLP               | Reproductor Hi-MD              | Reproductor Hi-MD                       | Reproductor Hi-MD              |
| Nombre | Bitrate (kbit/s) | Códec      | Discos de 80 minutos           | Discos de 80 minutos           | Discos de 80 minutos           | Discos de 80 minutos (formateados HiMD) | Discos Hi-MD de 1 GB           |
| ------ | ---------------- | ---------- | ------------------------------ | ------------------------------ | ------------------------------ | --------------------------------------- | ------------------------------ |
| SP 2CH | 292              | ATRAC      | 80                             | 80                             | 80                             | n/d                                     | n/d                            |
| SP 1CH | 146              | ATRAC      | 160                            | 160                            | 160                            | n/d                                     | n/d                            |
| LP2    | 132              | ATRAC3     | n/d                            | 160                            | 160                            | 290                                     | 990                            |
| -      | 105              | ATRAC3     | n/d                            | 160                            | 160                            | 370                                     | 1250                           |
| LP4    | 66               | ATRAC3     | n/d                            | 320                            | 320                            | 590                                     | 1970                           |
| -      | 48               | ATRAC3plus | n/d                            | n/d                            | n/d                            | 810                                     | 2700                           |
| Hi-LP  | 64               | ATRAC3plus | n/d                            | n/d                            | n/d                            | 610                                     | 2040                           |
| Hi-SP  | 256              | ATRAC3plus | n/d                            | n/d                            | n/d                            | 140                                     | 475                            |
| PCM    | 1411.2           | PCM Lineal | n/d                            | n/d                            | n/d                            | 28                                      | 94                             |

## Almacenamiento de datos: MD Data
Pese a que los MD fueron diseñados inicialmente para almacenar audio, Sony anunció en 1993 una nueva versión llamada MD Data destinada al almacenamiento de datos, que nunca tuvo éxito. Era capaz de almacenar hasta 140 MB, pero los tiempos de acceso eran demasiado grandes y la velocidad de escritura baja en comparación con otros medios. El MD Data no se podía utilizar como un MD convencional, y era mucho más caro. Más tarde Sony lanzó el MD-Data2, de 650 MB de capacidad, que fue usado solamente por las vídeocámaras diseñadas para MD.
En el año 2004 apareció el ya comentado Hi-MD, que permite almacenar hasta 1GB en datos o audio.

## Software

### SonicStage
Es el software propiedad de Sony que se usa para controlar los dispositivos portátiles MD, cuando son conectados a un PC con sistema operativo Windows. Es muy similar a otros programas como Windows Media Player o Real Player, utiliza la librería ATRAC OMG/OMA para grabar en el PC, y disponía de una función para bajar canciones de Internet (módulo "Connect", anulado en marzo de 2008). 
Este programa fue diseñado para respetar el copyright de la música que Sony vendía, por lo que los reproductores en general no permitían “arrastrar” canciones directamente al PC, y lo mismo sucedía de un reproductor a otro. Actualmente (2016) no es tan estricto, sobre todo desde la introducción de la versión 4.3, ya que el programa soporta el formato MP3. 
También permite crear una base de datos estructurada jerárquicamente con las canciones que el usuario tenga.
El atractivo fundamental de este programa es la posibilidad de descargar digitalmente el audio almacenado en los minidisc al PC:
- Si se desea volcar el contenido de un disco NetMD o Hi-MD, sirve cualquier reproductor de dichos discos.
- Si se quiere descargar la música de un disco MD convencional (standard) o un álbum (pre-recorded), entonces se debe utilizar forzosamente el modelo MZ-RH1 de Sony.

La versión 4.3 es la última (en 2016) para lenguajes occidentales, que soporta oficialmente Windows Vista (y anteriores), pero normalmente funciona de forma correcta en Windows 7 (32 bit). Para manejar SonicStage en Windows 7 (64 bit) o Vista (64 bit) se debe descargar un controlador denominado "NetMD USB driver", para que el minidisc conectado al puerto USB del ordenador pueda ser eficazmente reconocido por el sistema operativo, y hacer transferencias de datos.
La versión 4.4 está disponible solo en japonés.

### Libnetmd
Es una implementación de un conjunto de herramientas de libre distribución para poder utilizar grabadoras NetMD bajo sistemas operativos que soportan POSIX (Linux, Net/Free/OpenBSD y MacOS X). El proyecto comprende también una aplicación llamada “netmd” que utiliza dicha librería. Actualmente permite:
- Renombrar y mover pistas/grupos/disco.
- Imprimir la TOC del disco.
- Crear/borrar pistas/grupos.
- Reproducir, pausar, avanzar, rebobinar y parar.